# Комише опер
«Комише опер» (Комическая опера, нем. Komische Oper — «Комическая опера») — музыкальный театр в Берлине, основанный в 1947 году. Располагается на Беренштрассе в центре Берлина (Доротеенштадт).

## История
Театр был повторно создан в 1947 году в восточном секторе Берлина известным театральным режиссёром Вальтером Фельзенштейном и получил в своё распоряжение восстановленное после войны бывшее здание Метрополь-театра. «Комише опер» открылась 23 декабря опереттой И. Штрауса «Летучая мышь».
Свою задачу Фельзенштейн видел в преодолении рутинных оперных традиций, освобождении популярных произведений от штампов; при этом он нередко улучшал и переводы либретто, очищая их от позднейших наслоений. В спектаклях Фельзенштейна гармонично сочетались пение и драматическое искусство, и в то время как лицо оперного театра обычно определял и определяет дирижёр, «Комише опер» представляла собой редкий случай режиссёрского музыкального театра.
На сцене «Комише опер» ставились как классические оперы и оперетты (В. А. Моцарта, К. М. Вебера, Ж. Оффенбаха, «Сорочинская ярмарка» М. Мусоргского), так и современные, в том числе опера Б. Бриттена «Сон в летнюю ночь» (1961) и «Бравый солдат Швейк» Курки (1960), знаменитый мюзикл Дж. Бока и Дж. Стайна «Скрипач на крыше». Нередко театр выходил и за рамки комической оперы: ставил «Отелло» Дж. Верди, «Тоску» Дж. Пуччини, «Кармен» Ж. Бизе и другие. Многие спектакли театра были отмечены Национальной премией ГДР.
С «Комише опер» сотрудничали дирижёры Отто Клемперер, Лео Шпис и М. Цаллингер, позже Курт Мазур и Вацлав Нойман. Театр много гастролировал по Европе и в разных странах находил подражателей. В 1959 году театр гастролировал и в Москве, О. Подгорецкая сняла об этих гастролях документальный фильм «„Комише опер“ в Москве».
Вальтер Фельзенштейн возглавлял театр до своей смерти в 1975 году; традиции основателя «Комише опер» в дальнейшем продолжали и развивали возглавлявшие театр в качестве интендантов Иоахим Херц, Вернер Раквиц, Гарри Купфер, Альберт Кост.
В 1965 году хореограф Том Шиллинг создал при «Комише опер» балетную труппу — «Театр танца Комише опер» («Tanztheater der Komischen Oper»), которую возглавлял по 1993 год. В 1999 году «Театр танца» был переименован в «Берлинский балет — Комише опер» («BerlinBallett — Komische Oper»)

## Современность
В 2002 году Гарри Купфера на посту главного режиссёра театра сменил Андреас Хомоки, который с 2004 года совмещал этот пост с постом интенданта. В 2012 году Хомоки покинул «Комише опер», театр в новом сезоне возглавил Барри Коски.
Музыкальным руководителем (генеральмузикдиректором) «Комише опер» в 2002—2007 годах был дирижёр Кирилл Петренко. С 2012 года генеральмузикдиректором является венгерский дирижёр Хенрик Нанази. В 2018 году к обязанностям главного дирижёра приступит латвийский дирижёр Айнарс Рубикис.